# Dorypenem
Dorypenem (łac. doripenemum) – wielofunkcyjny organiczny związek chemiczny, bakteriobójczy antybiotyk beta-laktamowy z grupy karbapenemów, oporny na działanie większości β-laktamaz w tym β-laktamaz o rozszerzonym spektrum działania.

## Mechanizm działania
Dorypenem jest antybiotykiem bakteriobójczym, hamującym syntezę ściany komórkowej bakterii Gram-ujemnych oraz Gram-dodatnich poprzez unieczynnianie białek wiążących penicylinę. Dorypenem jest oporny na działanie większości β-laktamaz w tym β-laktamaz o rozszerzonym spektrum działania. Dorypenem nie hamuje cytochromu P450 (CYP1A2, CYP1A6, CYP2B6, CYP2C8, CYP2C9, CYP2C19, CYP2D6, CYP2E1, CYP3A4/5 oraz CYP3A11). 

## Zastosowanie
- zakażenia u dorosłych[4]:
  - szpitalne zapalenie płuc
  - respiratorowe zapalenie płuc
  - powikłane zakażenia wewnątrzbrzuszne
  - powikłane zakażenia układu moczowego

W 2016 roku dorypenem nie był dopuszczony do obrotu w Polsce.

## Działania niepożądane
Dorypenem może powodować następujące działania niepożądane, występujące ≥1/1000 (bardzo często, często i niezbyt często):
- kandydoza pochwy,
- kandydoza jamy ustnej,
- nadwrażliwość,
- ból głowy,
- zakrzepowe zapalenie żył powierzchownych,
- nudności,
- biegunka,
- rzekomobłoniaste zapalenie jelit,
- świąd,
- wzrost aktywności aminotransferazy alaninowej (AlAT),
- wzrost aktywności aminotransferazy asparaginianowej (AspAT).